# Smidyn
Smidyn (ukr. Смідин) – wieś na Ukrainie w rejonie kowelskim, obwodu wołyńskiego.
Do 2020 w rejonie starowyżewskim.